# Фен Цзікай
Фен Цзікай (豐子愷, 9 листопада 1898 —15 вересня 1975) — китайський художник, письменник, педагог.

## Життєпис
Народився 1898 року у м. Туньсян (провінція Чжецзян). Був сином Фен Хуана, що тримав майстерню з фарбування тканин. Замолоду став цікавитися живописом та музикою. навчався у Лі Шутуня. У 1919 році він закінчив Ханчжоуську середню школу. Втім його мрією було навчатися за кордоном. Фен продав свій маєток й у 1921 році вирушив на навчання до Японії. У 1922 році повертається до Китаю. Тут стає вчителем мистецтва й музики у Шанхаї. У 1924 році починає співпрацювати з місцевими журналами для яких виконував невеличкі картини, що супроводжували статті. У 1925 році він отримав спеціальний розділ для своїх картинок-коміксів. У 1926 році стає редактором Каймінського видавничого дому. З початком китайсько-японської війни у 1938 році Фен Цзікай він переїздить до Чунціна, де продовжував навчати мистецтвом й музикою.
У 1945 році переїздить до Ханчжоу. У 1949 році влаштовує першу персональну виставку. Згодом переїздить до Шанхая. У 1960 році обирається деканом Шанхайської академії мистецтв. З початком у 1966 році Культурної революції Фен був позбавлений своїх посад, зазнав знущань й принижень. Втім продовжував займатися мистецтвом. Він помер від онкологічного захворювання 15 вересня 1975 року.

## Творчість
Фен Цзікай докладно писав на різні теми, зокрема з літератури, живопису, музики, каліграфії. Його найвідомішими збірниками есе є «Збірка Юанююань», «Юаньюань Танцайбі», Чесянь Шехуей, Шуай Чженцзі. Є автором збірки карикатур, дитячих мультфільмів. Вважається піонером китайського мистецтва коміксів.
Займався перекладами творів з російської та японської мов, в тому числі «Щоденник Хантера», «Повість про Гендзі», Антологію Нацуме Сосекі, повісті І.Тургенєва.
У живописі він спеціалізувався на зображенні людей у різних буденних ситуаціях. Здебільшого вони виступають десь удалині. На перший план виходять скелі, дерева, будівлі. Відомими є картини: «Підйом на гору», «Хованки», «Споглядання водоспаду».